# Marina Kapoor
 Marina Kapoor, nombre artístico de Marina Quispe Pérez (Lima, 23 de diciembre de 1987), es una cantante, actriz y activista por los derechos de las personas transgénero peruana.

## Biografía
Al nacer, Marina fue asignada con un género masculino. Con 15 años de edad salió del armario como adolescente homosexual, pero a los 19 años decidió iniciar su transición a mujer.
Kapoor es cantante y actriz. Su primer papel en el cine fue en Sin vagina, me marginan, una película camp de 2017 dirigida por Wesley Verástegui, en la que interpreta a La Microbio, una prostituta transgénero.Fue una de las primeras películas peruanas en tener por protagonistas a dos personas trans, ya que compartió rol principal con la modelo Javiera Arnillas. En 2020 fue parte del reparto de El niño que no quería matar. En el 2022 protagonizó la película Un romance singular, del mismo director, encarnando al personaje de Tifanny.
Anterior a su transición, en 2007 con 19 años realizó su primera aparición en televisión en el concurso Trampolín Latino, que ganó. En 2018 participó en el concurso televisivo Los cuatro finalistas con el tema «Ven mi amor» de Chacalón. En 2019 publicó su primer sencillo, «Esta es mi fiesta», compuesta para la película documental Miss Amazonas. Imitadora profesional de Laura León, ha participado en el concurso de telerrealidad Yo soy de Perú desde 2020.
En febrero de 2020 denunció mediante libro de reclamaciones y atestado policial a Dina Boluarte por un trato tránsfobo cuando la presidenta peruana era jefa de la oficina del Reniec del distrito de Surco.

## Filmografía

### Películas
- Sin vagina, me marginan
- El niño que no quería matar
- Sarita Colonia
- Muerte por muerte
- Un romance singular
- La verdad de Xanaxtasia

### Televisión
- La voz
- Yo soy
- Los cuatro finalistas

## Discografía

### Sencillos
- «Tenemos razón» (colaboración)[11]
- «Esta es mi fiesta»